# Шнайттах (река)
Шнайттах (нем. Schnaittach) — река в Германии, протекает по Средней Франконии (земля Бавария). Правый приток Пегница. Речной индекс 24226.
Образуется Шнайттах на территории Зиммельсдорфа при слиянии речек Naifer Bach и Ittlinger Bach. В описании своих характеристик он иногда рассматривается совместно с Naifer Bach. Тогда площадь его бассейна составляет 79,83, общая длина рек 17,40 км. Высота истока Шнайттаха 397 м. Высота устья 324 м.
Система водного объекта: Пегниц → Майн → Рейн → Северное море.